# Briksdalsbreen
Briksdalsbreen (en català: la glacera de Briksdal) és una de les branques més accessibles i més conegudes de la glacera de Jostedalsbreen. Briksdalsbreen està situada al municipi de Stryn, al comtat de Sogn og Fjordane, Noruega. La glacera es troba al costat nord de la Jostedalsbreen, al final de la vall d'Oldedalen, a uns 25 quilòmetres al sud de la localitat d'Olden. Es troba dins del Parc Nacional de Jostedalsbreen. Briksdalsbreen acaba en un petit llac glacial, Briksdalsbrevatnet, que es troba a 346 metres sobre el nivell del mar.

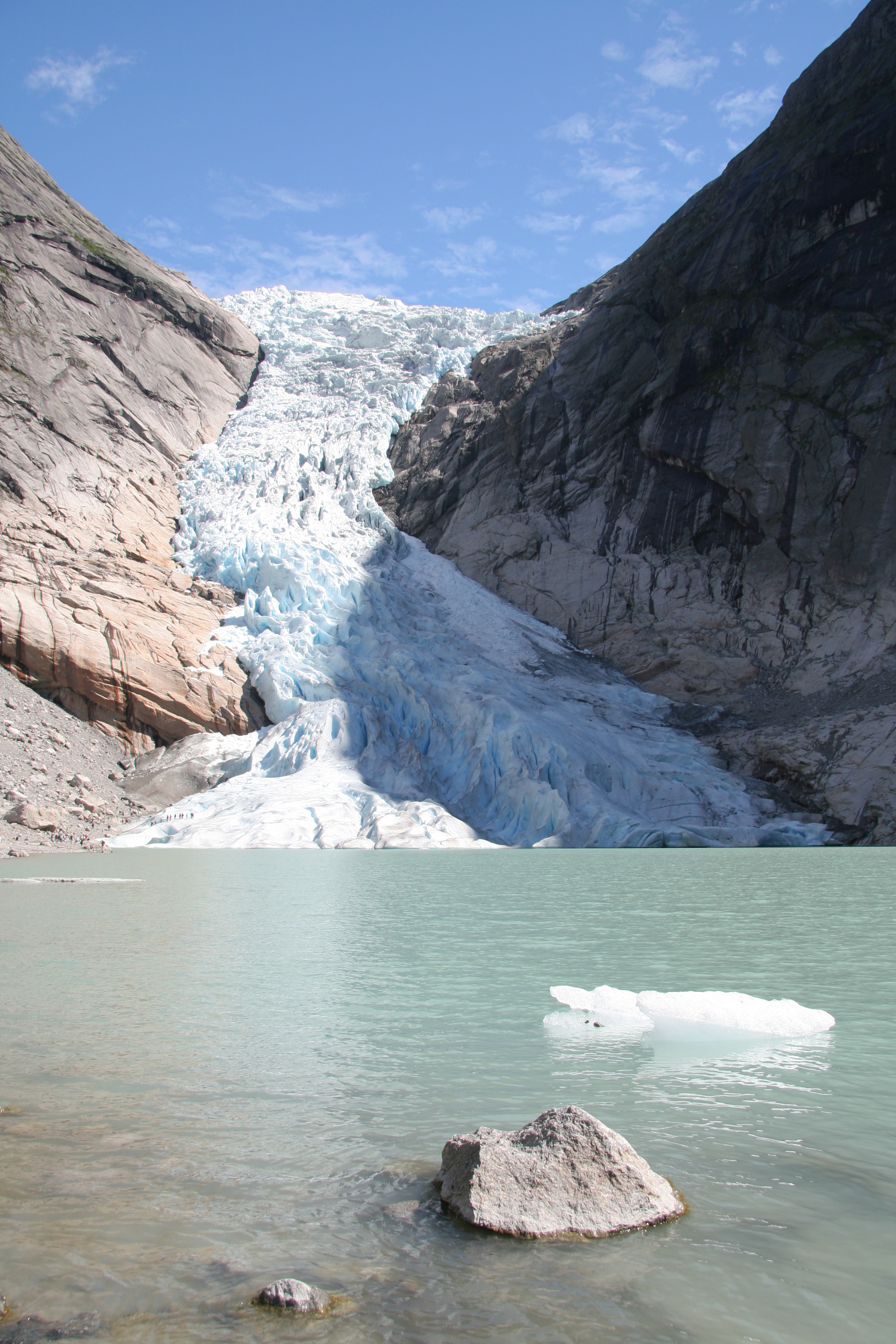
La glacera vista des del llac l'any 2006. Vegeu la diferència de la seva mida comparant-la amb la foto de la dreta, del 2015, en què es veu clarament el fort retrocés.

La mida de Briksdalsbreen no només depèn de la temperatura, sinó també per la precipitació. El mesurament des del 1900 mostra petits canvis en les primeres dècades, amb avenços al front de la glacera el 1910 i el 1929. En el període de 1934 a 1951, la glacera retrocedeix 800 metres, exposant el llac glacial. En el període de 1967 a 1997, la glacera s'expandeix 465 metres i cobreix tot el llac, amb el front de la glacera que acaba a la sortida del llac. La glacera va atreure l'atenció internacional en la dècada de 1990, ja que estava creixent a un moment en què altres glaceres europees estaven en declivi.
Després de l'any 2000, la glacera va retrocedir altre cop. El 2004 havia retrocedit 230 metres darrere de la sortida del llac i el 2007 el front de la glacera era a terra ferma darrere del llac. En aquest sentit, la seva posició aproximada de la seva situació en la dècada del 1960. No obstant això, els glaciòlegs especulen que la mida de la glacera està en el seu punt més baix des del segle xviii.
El 2008, només el havia retrocedit 12 metres des del mesurament del 2007. La fosa més lent s'explica per la glacera estar completament en terra ferma. L'hivern de 2007-2008 es va registrar un augment de la massa glacial, que va ser confirmat la tardor del 2010, quan els mesuraments van mostrar que la glacera havia avançat 8 metres en l'últim any.
Com que l'hivern del 2009-2010 va nevar-hi poc i la temperatura estival del 2010 va ser de 2,5-3 graus centígrads per sobre de la mitjana, el professor Atle Nesje prediu que el més fort retrocés es veuria el 2013. Com que Briksdalsbreen és ara molt estreta en alguns trams, és possible que es desconnecti temporalment de la principal Jostedalsbreen.